# Vídnoie (Khabàrovsk)
|  | Per a altres significats, vegeu «Vídnoie». |

Vídnoie (en rus: Видное) és un poble del krai de Khabàrovsk, a Rússia, que el 2018 tenia 131 habitants. Pertany al districte rural de Viàzemski.